# Lacollonge
Lacollonge település Franciaországban, Territoire de Belfort megyében. Lakosainak száma 234 fő (2022. január 1.). Lacollonge Menoncourt, Fontaine, Larivière és Phaffans községekkel határos.

## Népesség
A település népességének változása:
| Lakosok száma | 250  | 239  | 241  | 228  | 228  | 227  | 226  | 230  | 234  |
|               | 2013 | 2015 | 2016 | 2017 | 2018 | 2019 | 2020 | 2021 | 2022 |